# Купа на регионите на УЕФА
Купата на регионите на УЕФА (на английски: UEFA Regions' Cup) е любителски европейски футболен турнир с купа, провеждащ се под егидата на УЕФА. Първи по значимост в европейския любителски футбол, провежда се веднъж на две години. Първоначалното название на турнира е „Купа на любителите на УЕФА“ (на английски: UEFA Amateur Cup).
Купата на любителите на УЕФА се е провеждала на всеки четири години от 1966-та до 1978 гг., докато турнирът не бива отменен заради слабия интерес от страна на зрители и футболни асоциации. Но от 1998 година УЕФА приема решение да възроди турнира, като изменя значително неговия формат. В турнира могат да участват победителите в националните любителски лиги, а също и сборни отбори на регионите. Всяка страна може да делегира за Купата на регионите на УЕФА само един отбор.
Най-много са печелили купата любителските отбори от Полша, Италия и Испания – по 2 пъти за целия този период.

## История
Идеята за провеждането на международни турнири за любители е спомената за пръв път по време на заседание на любителския комитет на УЕФА през февруари 1965 година. Испълнителният комитет на УЕФА я одобрява и още в същата година учредява любителската Купа на УЕФА. Но поради сложности в определението на статуса играч-любител, съгласие да иззпратят свои представители на съревнованието дават само 12 страни от 33-те, които влизат по това време в УЕФА. По регламент на Любителската Купа, за участие в турнира са могли да бъдат допускани само ассоциации, където са съществували професионални лиги. Ето защо страните от Източния блок и скандинавските страни са се оказали зад борда на съревнованието.
12 отбора са били разделени в четири групи (по три във всяка), победителите от които се срещат в еднокръгов турнир в Майорка. В решаващият мач, състоялсе на 18 юни 1967 година, отборът на Австрия побеждава отборът на Шотландия с резултат 2:1 и завоюва почетния първи трофей.
През 1970 година най-добри стават холандците, четири години след това без игра победата си поделят Югославия и ФРГ. През 1978 година югославяните повторят успеха си, но турнирът в Гърция става последен. По този причина, че за участие се записват само десет страни. А какъв смисълът да се провежда турнир, в който интересът на зрителите и асоциациите е толкова нисък ?
И въпреки всичко любителския трунир бива възстановен. Съдбоносното решение да се провежда обновена Кубпа на УЕФА между любителите Испълкома на УЕФА приема през 1996 година, а през 1999 та е разигран първат в историята Купа на регионите на УЕФА. Победител за 1999 става италианския „Венето“, който побеждава с резултат 3:2 във финала футболистите от Мадрид.
През 2021 година турнирът не се провежда заради КОВИД 19.

## Трофеят
Купата на регионите на УЕФА се връчва на победителя за вечни времена. Заради спецификата на любителския футбол в този евротурнир, в отличие от „големите“ еврокупи, победителите в Купата на регионите не участват в слеващите турнири, тъй като, като правило, след подобни триумфи те сменят любителския си статут на професионален и преминават на по-високо ниво. Но има разбира се и изключения – отбори, участващи в Купата на регионите няколко сезона подред.

## Победители в Купата на любителите на УЕФА 1967 – 1978
- 1967 – Любителски национален отбор по футбол на Австрия
- 1970 – Любителски национален отбор по футбол на Холандия
- 1974 – Любителски национален отбор по футбол на Югославия и Любителски национален отбор по футбол на Югославии и ФРГ
- 1978 – Любителски национален отбор по футбол на Югославия

## Резултати от финалните турнири за Купата на регионите на УЕФА
| Година    | Място на провеждане |                   | Финал                | Финал                | Финал            |                    |          |                  |  |
| Година    | Място на провеждане | Победител         | Резултат             | Финалист             | Бронзов медалист | Бронзов медалист   |          |                  |  |
| --------- | ------------------- | ----------------- | -------------------- | -------------------- | ---------------- | ------------------ | -------- | ---------------- |  |
| 1999 (en) | Италия              | Венето            | 3:2 д. в.            | Мадрид               | Прага            | Украйна (люб.)     |          |                  |  |
| 2001 (en) | Чехия               | Моравия           | 2:2 д. в. (дуз. 4:2) | Брага                | Мадрид           | Пловдив            |          |                  |  |
| 2003 (en) | Германия            | Пиемонт           | 2:1                  | Мен                  | Саболч           | Вюртемберг         |          |                  |  |
| 2005 (en) | Полша               | Страна на баските | 1:0                  | Югозападна София     | КЕЕСО Каховка    | Централна Словакия |          |                  |  |
| 2007 (en) | България            | Долна Силезия     | 2:1 д. в.            | Югоизточен район     | „Авейру“         | „Тузла“            |          |                  |  |
| 2009 (en) | Хърватия            | Кастилия и Леон   | 2:1                  | „Олтения“            | Приволжие        | Кемпен             |          |                  |  |
| 2011 (en) | Португалия          | Брага             | 2:1                  | Ленстър/Мънстър      | Злин             | „Белград“          |          |                  |  |
| 2013 (en) | Италия              |                   | Венето               | 0:0 д. в. (дуз. 5:4) | Каталония        |                    | Ислоч    | Келети           |  |
| 2015 (en) | Ирландия            |                   | Източен регион       | 1:0                  | Загребачка       |                    | Анкара   | Вюртемберг       |  |
| 2017 (en) | Турция              |                   | Загребачка           | 1:0                  | Ленстър/Мънстър  |                    | Истанбул | Ростовска област |  |
| 2019 (en) | Германия            |                   | Долна Силезия        | 3:2                  | Бавария          |                    | Истанбул | Кастилия и Леон  |  |

## Медали (1999 – 2021)
| Отбор               | Титли | Второ място | Трето място | Шампионите                                      |
| ------------------- | ----- | ----------- | ----------- | ----------------------------------------------- |
| Италия              | 3     | 0           | 0           | Венето (1999, 2013) Пиемонт (2003)              |
| Испания             | 2     | 2           | 2           | Страна на баските (2005) Кастилия и Леон (2009) |
| Полша               | 2     | 0           | 0           | Долна Силезия (2007, 2019)                      |
| Ирландия            | 1     | 2           | 0           | Източен регион (2015)                           |
| Португалия          | 1     | 1           | 1           | Брага (2011)                                    |
| Хърватия            | 1     | 1           | 0           | Загребачка (2017)                               |
| Чехия               | 1     | 0           | 2           | Моравия (2001)                                  |
| България            | 0     | 2           | 1           |                                                 |
| Германия            | 0     | 1           | 2           |                                                 |
| Румъния             | 0     | 1           | 0           |                                                 |
| Франция             | 0     | 1           | 0           |                                                 |
| Турция              | 0     | 0           | 3           |                                                 |
| Унгария             | 0     | 0           | 2           |                                                 |
| Русия               | 0     | 0           | 2           |                                                 |
| Украйна             | 0     | 0           | 2           |                                                 |
| Беларус             | 0     | 0           | 1           |                                                 |
| Белгия              | 0     | 0           | 1           |                                                 |
| Босна и Херцеговина | 0     | 0           | 1           |                                                 |
| Сърбия              | 0     | 0           | 1           |                                                 |
| Словакия            | 0     | 0           | 1           |                                                 |

Забележка: Полуфиналите се считат като за бронзови медали.

## Виж още
- List of UEFA Regions' Cup qualifying competitions
- UEFA Amateur Cup